# Swami Vivekananda
 Der er for få eller ingen kildehenvisninger i denne artikel, hvilket er et problem. Du kan hjælpe ved at angive troværdige kilder til de påstande, som fremføres i artiklen.

Swami Vivekananda (Narendranath Dutta) (født 12. januar 1863, død 4. juli 1902) var en indisk filosof og munk. Vivekananda studerede filosofi ved Scottish Church College i Kolkata (tidligere Calcutta). Han anses som en af de mest indflydelsesrige hinduistiske teoretikere og åndelige ledere i nyere tid, og var med til at gøre hinduismen til verdensreligion i løbet af 1800-tallet. Desuden var han en af Ramakrishnas førende elever og startede Ramakrishna Mission. 
Vivekanandas ideer var baseret på Vedanta-filosofien, nærmere bestemt Advaita Vedanta, og han så denne lære som den centrale del for hinduismen, især den form, som filosoffen Shankara udlagde i 800-tallet og som var påvirket af upanishadernes monistiske lære. Vivekananda så Advaita Vedanta-læren som et monistisk system, hvor alle levende væsner er en del af en universel sjæl og væren.[kilde mangler] Denne monistiske lære skulle føre til gensidig kærlighed og sympati mellem alle væsner.[kilde mangler] For ham kunne denne lære ophæves til et universalsystem, og han mente, at det er den samme gud, der har inspireret alle religioner, og at alt stammer fra denne ene sandhed.[kilde mangler]